# 麻雀博物館
麻雀博物館（マージャンはくぶつかん）は、かつて千葉県いすみ市にあった博物館。

## 概要
株式会社竹書房の野口恭一郎会長が設立発起人となり、1999年（平成11年）4月10日に開館した。初代館長は大隈秀夫。竹書房の保養所を流用したため、建物の後ろ半分は麻雀合宿の会場などとしても使われていた。
世界各地の骨董品的価値のある様々な麻雀牌のほか、麻雀卓、牌ケース、麻雀に関する絵画、麻雀書籍などが収蔵されており、オリジナルグッズなども販売していた。運営委員として麻雀プロの梶本琢程が勤務し、事実上の学芸員的役割を務めていた。
2010年（平成22年）のNHK大河ドラマ「龍馬伝」で所蔵の牌が使われたシーンがある。
2012年（平成24年）に休館（理由は不明）。その後同館では所蔵品をオークションにて売却する方針を明らかにするも、中国側から「（所蔵品の中に）愛新覚羅溥儀の使用した牌など、本来中国の国有財産であるものが含まれる」との抗議を受け売却は中止され、2013年（平成25年）7月にその溥儀の牌など一部の貴重な所蔵品が中国側に引き渡された。2017年8月現在施設は中国人個人の所有となっており、館内にあった全自動麻雀卓と麻雀牌は同年8月23日にいすみ市に寄贈されている
。残る所蔵品の扱いについては不明。
2017年（平成29年）11月30日に閉館。

## 主な収蔵品
麻雀牌・その他のゲームの牌
- 馬吊古版木
- 昇官牌
- 公候将相牌
- 遊龍戯鳳牌
- 花辺牌（日本製）
- 花辺牌（アメリカ製）
- 五彩螺鈿牌
- 福禄寿牌
- 名川彦作牌
- 浮世絵牌
- 涙の戦地牌
- 天女散花牌
- 黒縁貝殻面牌
- 文藝春秋麻雀牌
- 純金牌

麻雀卓
- 清代の紅木製麻雀卓

その他
- 絵画『国士無双』（川崎直広画）
- 菅直人の自動点数計算機

## 近隣施設
- 太東海水浴場
- 太東海浜広場
- 太東埼灯台
- 太東埼
- 津々ヶ浦
- 太東海浜植物群落

## 交通アクセス
JR外房線 上総一ノ宮駅 タクシー8分。東浪見駅徒歩20分
。博物館に駐車場は存在し、東浪見駅から博物館までの道はほとんどが一直線だが、同駅は１時間に１回程度普通列車が停車するだけであり、駅からは路線バスも送迎バスも存在せず、公共交通の便が悪いのが難点である。このため来館は自動車など道路交通関係での利用が望ましい。